# NGC 164
NGC 164 es una galaxia localizada en la constelación de Piscis. Fue descubierta por el astrónomo alemán Albert Marth el 3 de agosto de 1864.